# Агносфітіс
Агносфітіс (лат. Agnosphitys) — рід архозаврів, що жили в пізньому тріасовому періоді (близько 228–199,6 млн років тому), на території нинішньої Європи. Відомий за таранною, плечовою, клубовою і верхньощелепною кістками. Представлений одним видом — Agnosphitys cromhallensis.
Типовий вид Agnosphitys cromhallensis був описаний Фрасером, Падіаном, Уолкденом і Девісом у 2002 році. Скам'янілості, що складаються з часткового скелету, були знайдені в місцевості Avon, Англія.
За результатами кладистичного аналізу Agnosphitys близький до родоводу динозаврів, проте точне таксономічне положення динозавра нині оскаржується науковцями. Деякі, наприклад Фрасер у 2002 році, відносить його до групи ящеротазових динозаврів, вказує на його тісну спорідненість із ранніми динозаврами. Інші вважають його динозавроморфом, близьким до початкових еволюційних форм динозаврів. У 2004 р. M. C. Langer позначає його як nomen dubium. Однак у 2010 році Ескурра дав більш чітке таксономічне положення, віднісши його до родини Guaibasauridae.